# Завоюването на полюса
„Завоюването на полюса“ (на френски: À la conquête du pôle) е френски пълнометражен игрален ням филм от 1912 г. на Жорж Мелиес, който режисира, пише сценарии и взима участие като актьор в него. Лентата свободна адаптация на поредицата на Жул Верн „Необикновени пътешествия“ и вдъхновена от тогавашни известни събития за пътувания към полюсите. Сюжетът следва приключенията на международна група от авантюристи, които тръгват на експедиция към Северния полюс, където се натъкват на човекоядно снежно чудовище и се борят с магнетичната сила на гигантска игла.
Това е един от последните филми на Мелиес реализиран от френската филмова компания „Пате“. Филмът е възхваляван от критиката, но търпи финансво провал, което допринася за банкротирането на режисьора през следващата година. В днешно време „Завоюването на полюса“ и смятан за шедьовър и един от най-добрите филми на Мелиес.

## Сюжет
Екип от шестима международни изследователи, водени от професор Мабул, се отправя на пътешествие към Северния полюс с помощта на футаристично летящо изобретение наречено „въздухобус“. Там се изправят в битка срещу снежен гигант.

## Продукция
През 1911 г. Жорж Мелиес реализира само един филм, необичайно за него, който прави по 80 ленти на година. Заглавието на филма е „Сънят на Барон Мюнхаузен“ и продуктът дори не е пуснат на екрана от продуцентите „Пате“. Лентата вижда бял свят едва 1943 г. Следващият продукт на Мелиес е „Завладяването на полюса“, неговият най-дълъг и вероятно най-скъп филм, който се снима през зимата на 1911-12 и излиза през май 1912 г.